# Casa de Górgona

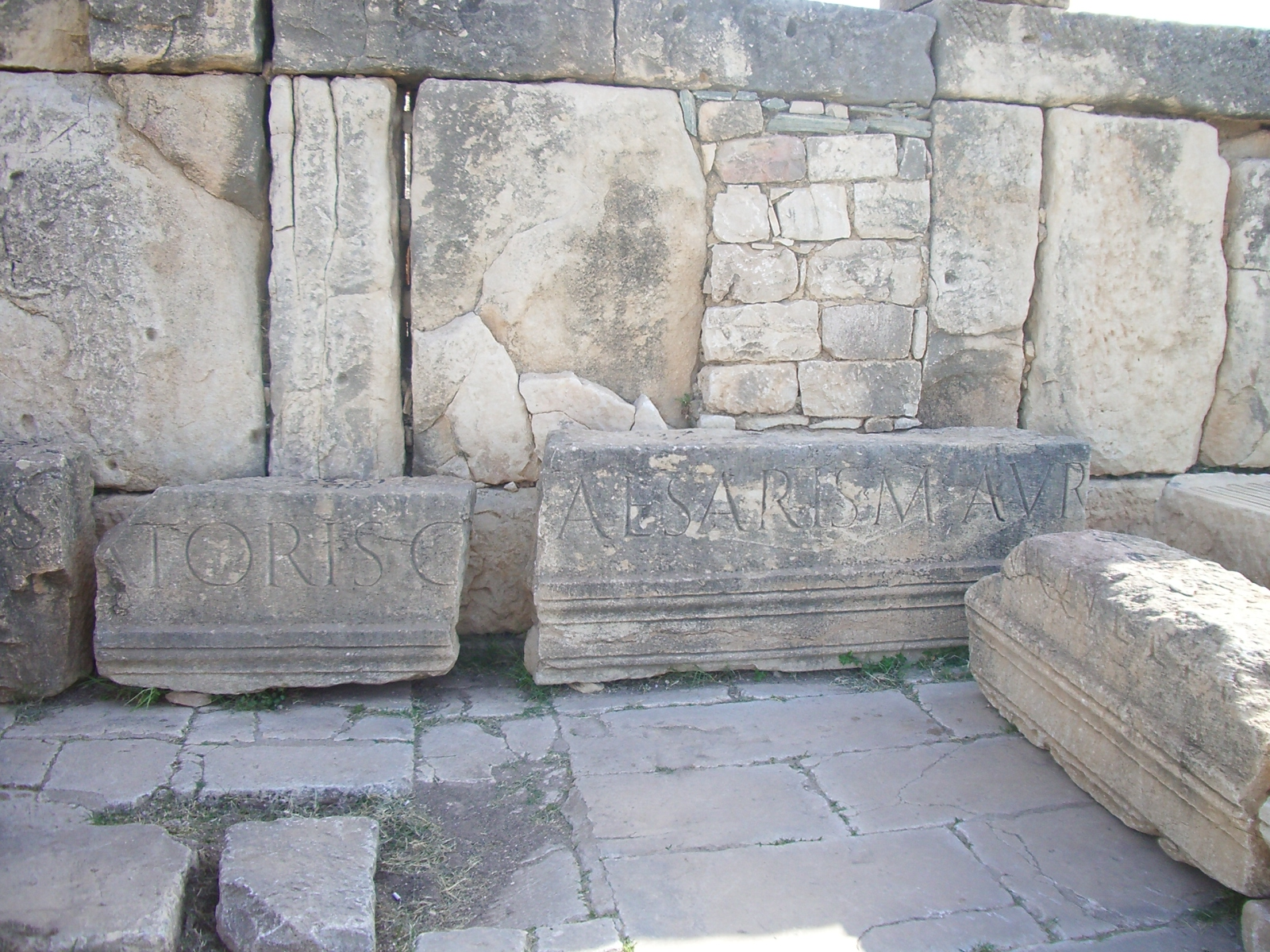
Inscripción en piedras de un edificio en Dougga.

La casa de Górgona es una de las casas del yacimiento arqueológico de Dougga en Túnez.
Conserva mosaicos en el pavimento. Está ligeramente separada del resto de casas, al sureste de la villa, con la entrada principal señalada por un porche, su subsuelo cogía la luz de la calle por claraboyas; se entraba por una puerta de la parte sudeste. En el vestíbulo se encontraba una cisterna con las bóvedas sostenidas por dos filas de tres pilares. Debe su nombre al mosaico del vestíbulo que figura en un medallón central que muestra la cabeza de Medusa, y que está el Museo del Bardo aunque su estado no es muy óptimo. La casa sin embargo presenta poco más que el pavimento y algunas piedras que le corresponden.
- Datos: Q3624840